# Liste der Naturdenkmale in Blaubeuren
| Naturdenkmale | Anzahl |
| ------------- | ------ |
| FND           | 37     |
| END           | 34     |
| Gesamt        | 71     |

Die Liste der Naturdenkmale in Blaubeuren nennt die verordneten Naturdenkmale (ND) der im baden-württembergischen Alb-Donau-Kreis liegenden Stadt Blaubeuren. In Blaubeuren gibt es insgesamt 71 als Naturdenkmal geschützte Objekte, davon 37 flächenhafte Naturdenkmale (FND) und 34 Einzelgebilde-Naturdenkmale (END).
Stand: 31. Oktober 2016.

## Flächenhafte Naturdenkmale (FND)
| Name | Bild | Kennung     | Einzelheiten | Position | Fläche Hektar | Datum        |
| --- | --- | ----------- | ------------ | -------- | ------------- | ------------ |
| Allee an der Oberen Steige (a) und Baumbestand am nördlichen Ende der Ob. Steige (b) (56 Winter- u. 63 Sommerlinden, 17 Eschen, 3 Spitz- u. 1 Feldahorn, 8 Mehl- und 3 Elsbeeren)                                                        | BW | 84250200032 | Blaubeuren   | ⊙        | 2,2           | 3. Dez. 2002 |
| Baumbestand nördlich der Sauhüle (a) mit Sommerlinde nördlich des Wasserbuchwegs (b) (7 S.- u. 3 W.linden, 2 Rotbuchen, 3 Eschen, 2 Mehlbeeren, Baumhecke)                                                                               | BW | 84250200035 | Blaubeuren   | ⊙        | 0,6           | 3. Dez. 2002 |
| Baumhain an der alten Seißener Steige (a) und 1 Winterlinde im Gewann Buchschopf (b): (47 W.- und 3.S.linden, 4 Rotbuchen, 9 Eschen, 11 Els- u. 2 Mehlbeeren, 2 Feldulmen, 6 Berg-, 4 Spitz- u. 2 Feldahorn, 4 Stieleichen, 2 Wildäpfel) | [[Vorlage:Bilderwunsch/code!/C:48.418356666667,9.7631133333333!/D:Baumhain an der alten Seißener Steige (a) und 1 Winterlinde im Gewann Buchschopf (b): (47 W.- und 3.S.linden, 4 Rotbuchen, 9 Eschen, 11 Els- u. 2 Mehlbeeren, 2 Feldulmen, 6 Berg-, 4 Spitz- u. 2 Feldahorn, 4 Stieleichen, 2 Wildäpfel)!/\|BW]] | 84250200056 | Blaubeuren   | ⊙        | 3,3           | 3. Dez. 2002 |
| Bayers Hüle | BW | 84250200068 | Blaubeuren   | ⊙        | 0,3           | 3. Dez. 2002 |
| Blautopf | | 84250200023 | Blaubeuren   | ⊙        | 0,3           | 3. Dez. 2002 |
| Bruckfels und Geissenklösterle | | 84250200047 | Blaubeuren   | ⊙        | 0,2           | 3. Dez. 2002 |
| Brunnenstein | | 84250200042 | Blaubeuren   | ⊙        | 0,0           | 3. Dez. 2002 |
| Bucher Hüle mit Winterlinde | BW | 84250200079 | Blaubeuren   | ⊙        | 0,2           | 3. Dez. 2002 |
| Doline am Borgerhau | BW | 84250200066 | Blaubeuren   | ⊙        | 0,1           | 3. Dez. 2002 |
| Doline am Brennerweg | BW | 84250200067 | Blaubeuren   | ⊙        | 0,3           | 3. Dez. 2002 |
| Dorfquelle | BW | 84250200050 | Blaubeuren   | ⊙        | 0,0           | 3. Dez. 2002 |
| Feldgehölz mit Feuchtbiotop am Breiten Weg | BW | 84250200086 | Blaubeuren   | ⊙        | 0,4           | 3. Dez. 2002 |
| Feldhüle im Gewann „Wasserbuch“ | BW | 84250200078 | Blaubeuren   | ⊙        | 0,2           | 3. Dez. 2002 |
| Felsenlabyrinth: a)Felsenbank, b)Küssende Sau, c)Achtaler Fels, d)Kreuzfels, e)Brillenhöhle | | 84250200051 | Blaubeuren   | ⊙        | 0,4           | 3. Dez. 2002 |
| Feuchtgebiet „Egginger Ried“ | BW | 84250200093 | Blaubeuren   | ⊙        | 2,2           | 3. Dez. 2002 |
| Glasfelsen | BW | 84250200030 | Blaubeuren   | ⊙        | 0,0           | 3. Dez. 2002 |
| Günzelburg | | 84250200052 | Blaubeuren   | ⊙        | 0,1           | 3. Dez. 2002 |
| Hohensteiner Fels („Altentaler Kogel“) | | 84250200041 | Blaubeuren   | ⊙        | 0,2           | 3. Dez. 2002 |
| Höllfels mit Felsnadel | BW | 84250200046 | Blaubeuren   | ⊙        | 0,3           | 3. Dez. 2002 |
| Hüle bei den Hessenhöfen | BW | 84250200036 | Blaubeuren   | ⊙        | 0,2           | 3. Dez. 2002 |
| Kriegergedächtnishain (36 Sommer- und 1 Winterlinde, 4 Birken, 6 Lärchen, Feldhecke) | BW | 84250200074 | Blaubeuren   | ⊙        | 0,3           | 3. Dez. 2002 |
| Metzgerfelsen („Klötzle Blei“) | | 84250200029 | Blaubeuren   | ⊙        | 0,1           | 3. Dez. 2002 |
| Mönchschmiede | BW | 84250200043 | Blaubeuren   | ⊙        | 0,0           | 3. Dez. 2002 |
| Napoleonshut | BW | 84250200038 | Blaubeuren   | ⊙        | 0,6           | 3. Dez. 2002 |
| Quelle am Naturfreundehaus | BW | 84250200037 | Blaubeuren   | ⊙        | 0,0           | 3. Dez. 2002 |
| Quelle der Schleiche | BW | 84250200088 | Blaubeuren   | ⊙        | 0,0           | 3. Dez. 2002 |
| Quellteich bei der Vorderen Gleißenburg | BW | 84250200044 | Blaubeuren   | ⊙        | 0,0           | 3. Dez. 2002 |
| Rusenschloß mit Großer Grotte und 2 Eiben | | 84250200039 | Blaubeuren   | ⊙        | 0,5           | 3. Dez. 2002 |
| Sauhüle und westlich angrenzender Baumhain (7 Winter- u. 10 Sommerlinden, 5 Eschen, 4 Mehl- und 1 Vogelbeere, 1 Stieleiche) | BW | 84250200034 | Blaubeuren   | ⊙        | 1,2           | 3. Dez. 2002 |
| Sautorfels | BW | 84250200054 | Blaubeuren   | ⊙        | 0,1           | 3. Dez. 2002 |
| Schinderhüle | BW | 84250200053 | Blaubeuren   | ⊙        | 0,1           | 3. Dez. 2002 |
| Silbersandhöhlen | BW | 84250200057 | Blaubeuren   | ⊙        | 0,0           | 3. Dez. 2002 |
| Sirgenstein | | 84250200049 | Blaubeuren   | ⊙        | 0,1           | 3. Dez. 2002 |
| Sotzenhauser Heide | | 84250200089 | Blaubeuren   | ⊙        | 2,6           | 3. Dez. 2002 |
| Waldhüle im Schmidhau, 'Schmidhüle' | BW | 84250200059 | Blaubeuren   | ⊙        | 0,1           | 3. Dez. 2002 |
| Waldteich bei Grätershütte | BW | 84250200045 | Blaubeuren   | ⊙        | 0,0           | 3. Dez. 2002 |
| Wilhelmsfels | BW | 84250200028 | Blaubeuren   | ⊙        | 0,0           | 3. Dez. 2002 |
| Legende für Naturdenkmal | |             |              |          |               |              |

## Einzelgebilde (END)
| Name                                                                                     | Bild | Kennung     | Einzelheiten                                           | Position | Fläche Hektar | Datum        |
| ---------------------------------------------------------------------------------------- | ---- | ----------- | ------------------------------------------------------ | -------- | ------------- | ------------ |
| Allee in der Karlstraße (32 Sommer- und 5 Winterlinden, 3 Kastanien, 1 Hängeulme)        | BW   | 84250200027 | Blaubeuren                                             | ⊙        | 0,0           | 3. Dez. 2002 |
| Alte Linde beim „Zementofen“                                                             | BW   | 84250200040 | Blaubeuren                                             | ⊙        | 0,0           | 3. Dez. 2002 |
| 1 Fichte am Sontheimer Weg                                                               | BW   | 84250200060 | Blaubeuren Nicht mehr in der LUBW-Datenbank vorhanden. | ⊙        | 0,0           | 3. Dez. 2002 |
| 1 Kastanie bei der Klosterkirche                                                         | BW   | 84250200024 | Blaubeuren                                             | ⊙        | 0,0           | 3. Dez. 2002 |
| 1 Rotbuche am Forstbuckel                                                                | BW   | 84250200084 | Blaubeuren                                             | ⊙        | 0,0           | 3. Dez. 2002 |
| 1 Rotbuche am Rucken                                                                     | BW   | 84250200026 | Blaubeuren                                             | ⊙        | 0,0           | 3. Dez. 2002 |
| 1 Rotbuche im Gewann „Reutenhäule“                                                       | BW   | 84250200071 | Blaubeuren                                             | ⊙        | 0,0           | 3. Dez. 2002 |
| 1 Sommerlinde (a) und 1 Blutbuche (b) bei der Kirche                                     | BW   | 84250200064 | Blaubeuren                                             | ⊙        | 0,0           | 3. Dez. 2002 |
| 1 Sommerlinde am Backhaus                                                                | BW   | 84250200063 | Blaubeuren                                             | ⊙        | 0,0           | 3. Dez. 2002 |
| 1 Sommerlinde am Sontheimer Weg                                                          | BW   | 84250200061 | Blaubeuren                                             | ⊙        | 0,0           | 3. Dez. 2002 |
| 1 Sommerlinde an der alten Waage                                                         | BW   | 84250200065 | Blaubeuren                                             | ⊙        | 0,0           | 3. Dez. 2002 |
| 1 Sommerlinde an der Blautopfschule, 'Kaiserlinde'                                       | BW   | 84250200025 | Blaubeuren                                             | ⊙        | 0,0           | 3. Dez. 2002 |
| 1 Sommerlinde beim Freizeitheim                                                          | BW   | 84250200073 | Blaubeuren                                             | ⊙        | 0,0           | 3. Dez. 2002 |
| 1 Sommerlinde im Gewann „Dachshüle“                                                      | BW   | 84250200055 | Blaubeuren                                             | ⊙        | 0,0           | 3. Dez. 2002 |
| 1 Sommerlinde im Gewann „Schlag“                                                         | BW   | 84250200077 | Blaubeuren                                             | ⊙        | 0,0           | 3. Dez. 2002 |
| 1 Stieleiche im Abtshau                                                                  | BW   | 84250200080 | Blaubeuren                                             | ⊙        | 0,0           | 3. Dez. 2002 |
| 1 Stieleiche im Gewann „Beim Häldele“                                                    | BW   | 84250200070 | Blaubeuren                                             | ⊙        | 0,0           | 3. Dez. 2002 |
| 1 Stieleiche im Gewann „Hinter dem Brenner“                                              | BW   | 84250200069 | Blaubeuren                                             | ⊙        | 0,0           | 3. Dez. 2002 |
| 1 Winterlinde am Friedhof                                                                | BW   | 84250200087 | Blaubeuren                                             | ⊙        | 0,0           | 3. Dez. 2002 |
| 1 Winterlinde an der Schleichtalstraße                                                   | BW   | 84250200090 | Blaubeuren                                             | ⊙        | 0,0           | 3. Dez. 2002 |
| 1 Winterlinde im Gewann „Letten“                                                         | BW   | 84250200091 | Blaubeuren                                             | ⊙        | 0,0           | 3. Dez. 2002 |
| 1 Winterlinde im Gewann 'Pfingstegert'                                                   | BW   | 84250200062 | Blaubeuren                                             | ⊙        | 0,0           | 3. Dez. 2002 |
| 1 Winterlinde im Gewann „Unter Ösch“                                                     | BW   | 84250200085 | Blaubeuren                                             | ⊙        | 0,0           | 3. Dez. 2002 |
| 16 Bäume im Eichhau (5 Sommer- u. 7 Winterlinden, 3 Stieleichen, 1 Rotbuche)             | BW   | 84250200076 | Blaubeuren                                             | ⊙        | 0,0           | 3. Dez. 2002 |
| 2 Weidbuchen am Blauberg                                                                 | BW   | 84250200083 | Blaubeuren                                             | ⊙        | 0,0           | 3. Dez. 2002 |
| 2 Weidbuchen am Rauhen Burren                                                            | BW   | 84250200058 | Blaubeuren Nicht mehr in der LUBW-Datenbank vorhanden. | ⊙        | 0,0           | 3. Dez. 2002 |
| 2 Winterlinden im Gewann „Trieb“                                                         | BW   | 84250200072 | Blaubeuren                                             | ⊙        | 0,0           | 3. Dez. 2002 |
| 3 Sommerlinden am Kriegerdenkmal                                                         |      | 84250200048 | Blaubeuren                                             | ⊙        | 0,0           | 3. Dez. 2002 |
| 3 Winterlinden am Salenhauweg                                                            | BW   | 84250200092 | Blaubeuren                                             | ⊙        | 0,0           | 3. Dez. 2002 |
| 3 Winterlinden im Gewann „Röte“                                                          | BW   | 84250200075 | Blaubeuren                                             | ⊙        | 0,0           | 3. Dez. 2002 |
| 4 Linden beim Grundweg - 2 Winterlinden (a+b) und 2 Sommerlinden (c+d)                   | BW   | 84250200081 | Blaubeuren                                             | ⊙        | 0,0           | 3. Dez. 2002 |
| 4 Weidbuchen beim Landsitzle                                                             | BW   | 84250200082 | Blaubeuren                                             | ⊙        | 0,0           | 3. Dez. 2002 |
| 5 Weidbuchen beim Blaufels                                                               | BW   | 84250200031 | Blaubeuren                                             | ⊙        | 0,0           | 3. Dez. 2002 |
| 7 Linden südlich vom Schillingshof (3 Sommerlinden (a,c,d) und 4 Winterlinden (b,e,f,g)) | BW   | 84250200033 | Blaubeuren                                             | ⊙        | 0,0           | 3. Dez. 2002 |
| Legende für Naturdenkmal                                                                 |      |             |                                                        |          |               |              |